# Храм Луны (Авентин)
Храм Луны (лат. Aedes Lunae) ― ныне утраченное древнеримское культовое сооружение, построенное в честь богини Луны. Располагалось на Авентинском холме в Риме.
Храм, по всей видимости, стоял в северо-западном углу Авентина, недалеко от Тройных ворот. Богиня Луны в древнеримской мифологии, считалась воплощением небесного светила и почиталась наряду с солнцем (его богом был Сол).
Согласно Тациту, храм Луны был построен царём Рима Сервием Туллием. Самое ранее упоминание о строении, однако, относится к 182 году до н. э.: есть свидетельство о том, что в тот года в Риме свирепствовала буря, которая вырвала одну из дверей храма Луны и сдула её к задней стене храма Цереры. После разрушения Коринфа в 146 году до н. э. Луций Муммий Ахаик возвратился в Рим с триумфом и поместил в храме некоторые взятые римлянами трофеи. После смерти консула Луция Корнелия Цинны в 84 году до н. э. храм поразила молния ― что, по мнению современников, было знаком свыше. Во время великого пожара Рима в 64 году н. э. храм Луны был разрушен. Неизвестно, был ли он восстановлен снова, поскольку после этого года в античных источниках не встречается каких-либо упоминаний о нём.